# Ihr Reisebegleiter

Zugbegleiter des Orient-Express, 1990

Das Faltblatt Ihr Reisebegleiter, früher Ihr Zug-Begleiter genannt, ist eine Druckschrift, die von den Österreichischen Bundesbahnen (ÖBB) herausgegeben wird. Sie liegt in den meisten Fernzügen (Railjet, ÖBB-Intercity (ÖIC), ÖBB-Eurocity (ÖEC), Intercity (IC), Eurocity (EC) und Euronight (EN)) an etwa jedem zweiten Sitz aus und wird für jeden Zuglauf individuell erstellt.

## Inhalt
Das Faltblatt Ihr Reiseplan informiert die Reisenden – halbjährlich aktualisiert über
- den Zuglauf,
- die Anschlusszüge von den Zwischenhalten und
- die Serviceleistungen im Zug oder auf dem Bahnhof.

Die Informationen sind größtenteils zweisprachig. Verkehrt der Zug in Österreich oder ins deutschsprachige Ausland, wird Deutsch und Englisch angewendet. Verkehrt der Zug ins nicht deutschsprachige Ausland, werden Deutsch und die jeweilige Fremdsprache verwendet.

## Aufbau
Auf der ersten Innenseite befinden sich eine Zeichenerklärung und ein Abkürzungsverzeichnis. Ab Seite zwei sind die Haltebahnhöfe dargestellt mit Anschlüssen, Gleisen und Entfernungen, danach folgt auf den restlichen Seiten Werbung.
Das Deckblatt ist für Railjet und (ÖBB-)Intercity-/Eurocity-/Euronight-Zügen unterschiedlich.

### Railjet
In der oberen Hälfte befindet sich der Schriftzug Ihr Reisebegleiter Railjet (Zugnummer) in Silber sowie ein Hinweis zur Gültigkeit und der Strecke, die der Zug fährt z. B. Railjet 63 Wiesbaden – Frankfurt (Main) Hbf – München – Wien Westbahnhof – Budapest-Keleti pu. Als Hintergrund dient das Bild eines Railjets.

### ÖBB-Intercity, ÖBB-Eurocity, Intercity und Eurocity
In der oberen Hälfte befindet sich der Schriftzug Ihr Reisebegleiter Zuggattung (Zugnummer) in Weiß sowie ein Hinweis zur Gültigkeit und der Strecke, die der Zug fährt z. B. ÖBBEC 750 Belvedere Graz Hbf – Wien Meidling. Im oberen Abschnitt ist das ÖBB-Logo auf weißem Hintergrund zu finden, die Mitte ist rot und unten findet man einen kleinen weißen Streifen.

### Euronight
In der oberen Hälfte befindet sich der Schriftzug Ihr Reisebegleiter Zuggattung (Zugnummer) in Weiß, ggf. den Zugnamen sowie ein Hinweis zur Gültigkeit und der Strecke, die der Zug fährt z. B. EN 490 Hans Albers Wien Westbahnhof – Hamburg-Altona. Im oberen Abschnitt ist das ÖBB-Logo auf weißem Hintergrund zu finden, die Mitte ist blau und unten findet man einen kleinen weißen Streifen.

## Sonstiges
Zumeist Eisenbahnfans haben den Reiseplan als Sammlerobjekt entdeckt und versuchen möglichst viele der etwa 750 verschiedenen Faltblätter einer Fahrplanperiode zu sammeln.
Die Deutsche Bahn bot mit Ihr Reiseplan ähnliche Blätter an.